# Robert Guerrero
Robert Joseph Guerrero (* 27. März 1983 in Gilroy, Kalifornien) ist ein US-amerikanischer Profiboxer mexikanischer Abstammung. Er ist ehemaliger, zweifacher Weltmeister der IBF im Federgewicht, ehemaliger Weltmeister der IBF im Superfedergewicht, ehemaliger Interimweltmeister der WBA und WBO im Leichtgewicht, sowie ehemaliger Interimweltmeister der WBC im Weltergewicht.

## Boxkarriere
Der nach einem seiner Großväter benannte Robert Guerrero entstammt einer traditionellen Familie von Boxern; so waren nicht nur sein Großvater, sondern auch seine Onkel und Brüder Boxsportler. Erst 9-jährig begann er mit dem Boxen und erhielt noch im gleichen Alter den Kampfnamen „The Ghost“ (Der Geist), aufgrund seiner Schnelligkeit im Ring und den meist erfolglosen Versuchen seiner Gegner, ihn zu treffen.
Als 15-Jähriger gewann er die Goldmedaille bei den National Junior Olympics im Halbfliegengewicht. Ein Jahr später wurde er als bis dahin jüngster Boxer der US-Geschichte zu den „Olympic Trials“, dem nationalen Qualifikationsturnier für die Olympischen Sommerspiele 2000 eingeladen. Dort unterlag er jedoch dem dreifachen US-Meister Clarence Vinson nach Punkten. Diese Niederlage bezeichnete Guerrero selbst als den schmerzhaftesten Moment seiner bisherigen Boxkarriere. Vinson konnte später zudem bei den Olympischen Spielen, die Bronzemedaille erstreiten.
2001 startete Guerrero seine Profikarriere und gewann seine ersten 11 Kämpfe in Folge. Im März 2004 endete sein Kampf gegen den Mexikaner Julián Rodríguez (15 Siege – 9 Niederlagen) nach der ersten Runde mit einem technischen Unentschieden, da sich Guerrero eine Verletzung zugezogen hatte, die es ihm nicht ermöglichte den Kampf fortzusetzen. In seinem nächsten Kampf im April 2004, besiegte er den ehemaligen IBF-Weltmeister Juan Polo Pérez durch technischen Knockout (t.K.o.) in der zweiten Runde. Auch den ehemaligen WBA-Weltmeister Enrique Sánchez (30-2) besiegte er im Juni 2004 durch t.K.o. in der achten Runde.
Am 9. Dezember 2004 wurde er in Temecula Nordamerikanischer Meister der NABF im Federgewicht; er bezwang dabei den Mexikaner César Figueroa (28-4) durch K. o. in der vierten Runde. Anschließend verteidigte er den Titel durch t.K.o. in Runde 12 gegen den Mexikanischen Meister Adrián Valdez (16-3) und durch K. o. in der ersten Runde gegen den ehemaligen Mundo-Hispano-Champion Sammy Ventura.
In seiner dritten Titelverteidigung am 2. Dezember 2005 in Lemoore verlor er knapp nach Punkten gegen den Mexikaner Gamaliel Díaz, siegte jedoch im Rückkampf durch K. o. in Runde 6.
Am 2. September 2006 wurde er in Los Angeles durch einen t.K.o.-Sieg in Runde 8 gegen den Amerikaner Eric Aiken neuer IBF-Weltmeister im Federgewicht. Seine erste Titelverteidigung gegen Orlando Salido am 4. November 2006 verlor er zwar nach Punkten, jedoch wurde Salido kurz nach dem Kampf positiv auf Steroide getestet, worauf der Kampf in ein wertungsloses Ergebnis (No Contest) annulliert wurde. Salido wurde der IBF-Titel aberkannt.
Am 23. Februar 2007 erhielt Guerrero in Kopenhagen erneut die Chance auf den nun vakanten Titel gegen Spend Abazi (35-1), den er durch t.K.o. in der neunten Runde zurückgewinnen konnte. Zudem schlug er in folgenden Titelverteidigungen Martín Honorio (24-3) durch t.K.o. in der ersten Runde und Jason Litzau (23-1) durch K. o. in der achten Runde. Am 23. Juni 2008 legte Guerrero den IBF-Titel freiwillig nieder um ins Superfedergewicht aufzusteigen.
Dort boxte er am 7. März 2009 in San José gegen den ungeschlagenen Indonesier Daud Yordan (23-0) um den vakanten Nordamerikanischen Meistertitel der NABO. Der Kampf endete bereits in der zweiten Runde wertungslos, da Guerrero durch einen unabsichtlichen Kopfstoß am Auge verletzt wurde und der Ringrichter daraufhin auf Anraten des Ringarztes das Duell beendete.
Am 22. August 2009 besiegte er in Houston den Südafrikaner Malcolm Klassen (24-4) einstimmig nach Punkten und gewann somit dessen IBF-Weltmeistertitel im Superfedergewicht, den er jedoch bereits im Februar 2010 wieder niederlegte, um sich um seine Ehefrau zu kümmern, die an Leukämie erkrankt ist.
Im April 2010 startete er sein Comeback im Leichtgewicht. Nach folgenden Siegen gegen den Südamerikanischen Meister Roberto David Arrieta (35-15) und Ex-Weltmeister Joel Casamayor (37-4), gewann er am 6. November 2010 in Newark einstimmig nach Punkten gegen Vicente Escobedo (22-2) und erhielt den vakanten, Interkontinentalen Meistertitel der WBO.
Am 9. April 2011 gewann er in Las Vegas die interimen Weltmeistertitel der WBA und WBO im Leichtgewicht. Er schlug dabei den Australier Michael Katsidis (27-3) einstimmig nach Punkten. Die Titel legte er jedoch im August bzw. September desselben Jahres wieder nieder, um sich auf einen im Juli 2012 angesetzten Titelkampf der WBC im Weltergewicht gegen Selçuk Aydın (23-0) vorzubereiten. Den Türken besiegte er schließlich am 28. Juli einstimmig nach Punkten.
Den somit gewonnenen interimen WM-Titel der WBC im Weltergewicht verteidigte er am 24. November 2012 in Kalifornien einstimmig nach Punkten gegen Andre Berto (28-1). Er wurde somit WM-Herausforderer von Floyd Mayweather Jr. (43-0), gegen den er am 4. Mai 2013 in Las Vegas nach Punkten unterlag.
Am 21. Juni 2014 gewann er nach Punkten gegen den Japaner Yoshihiro Kamegai (24-1). Im März 2015 unterlag er nach Punkten gegen Keith Thurman (24-0). Im Januar 2016 scheiterte er bei einem WBC-Titelkampf in Los Angeles gegen Danny García (31-0).
Nachdem er im August 2016 nach Punkten gegen David Emanuel Peralta (25-2) unterlegen war, verlor er im Juli 2017 durch technischen Knockout gegen Omar Figueroa (26-0). Nach dem Kampf gab er seinen Rücktritt vom Boxsport bekannt.